# Чемпіонат України з футболу серед жінок 2011: вища ліга
Чемпіонат України з футболу серед жінок 2011: вища ліга — 20-й чемпіонат України з футболу, який проводився серед жіночих колективів. Турнір стартував 30 квітня, а завершився 13 листопада 2011 року. Звання чемпіона України через два сезони повернув собі харківський «Житлобуд-1». Найкращим бомбардиром чемпіонату стала Юлія Корнієвець з чернігівської «Легенди», яка відзначилася в 11 матчах 18 голами.

## Учасники
У чемпіонаті в 2011 році взяли участь 8 команд. Після дворічної перерви до турніру повернувся чемпіон України 2007 року калуський «Нафтохімік». З учасників минулого сезону чемпіонат позбувся одеської «Чорноморочка» та херсонської «Южанки».
| Клуб         | Місто                         |
| ------------ | ----------------------------- |
| Атекс        | Київ                          |
| Донеччанка   | Донецьк                       |
| Житлобуд-1   | Харків                        |
| Іллічівка    | Маріуполь                     |
| Легенда      | Чернігів                      |
| Нафтохімік   | Калуш                         |
| Родина-Ліцей | Костопіль, Рівненська область |
| Ятрань-Базис | Уманський район               |

## Турнірна таблиця
| М | Команда                        | І  | В  | Н | П  | РМ    | О  |
| - | ------------------------------ | -- | -- | - | -- | ----- | -- |
| 1 | «Житлобуд-1» (Харків)*         | 14 | 12 | 2 | 0  | 55−5  | 38 |
| 2 | «Легенда» (Чернігів)           | 14 | 11 | 1 | 2  | 63−4  | 34 |
| 3 | «Нафтохімік» (Калуш)           | 14 | 9  | 1 | 4  | 25−20 | 28 |
| 4 | «Родина-Ліцей» (Костопіль)     | 14 | 6  | 2 | 6  | 24−30 | 20 |
| 5 | «Донеччанка» (Донецьк)         | 14 | 6  | 1 | 7  | 28−24 | 19 |
| 6 | «Ятрань-Базис» (Уманський р-н) | 14 | 5  | 0 | 9  | 15−26 | 15 |
| 7 | «Іллічівка» (Маріуполь)        | 14 | 2  | 1 | 11 | 6−56  | 7  |
| 8 | «Атекс» (Київ)                 | 14 | 1  | 0 | 13 | 9−60  | 3  |

Примітка: * Кваліфікаційний раунд Ліги чемпіонів УЄФА

## Результати матчів
| Команда                           | ЖБ1 | ЛЕГ  | НАФ | РОД | ДОН | ЯТР | ІЛЧ | АТЕ |
| --------------------------------- | --- | ---- | --- | --- | --- | --- | --- | --- |
| 1. «Житлобуд-1» (Харків)          |     | 2:1  | 6:0 | 9:2 | 4:0 | 7:0 | 9:0 | +:- |
| 2. «Легенда» (Чернігів)           | 0:0 |      | 4:0 | 5:0 | 4:0 | 5:0 | +:- | 5:0 |
| 3. «Нафтохімік» (Калуш)           | 1:2 | 1:0  |     | 2:1 | 2:1 | 2:1 | 5:0 | 6:2 |
| 4. «Родина-Ліцей» (Костопіль)     | 0:0 | 0:5  | 1:2 |     | 2:1 | +:- | 0:0 | 1:0 |
| 5. «Донеччанка» (Донецьк)         | 1:5 | 0:5  | 1:1 | 4:1 |     | +:- | 9:0 | 5:0 |
| 6. «Ятрань-Базис» (Уманський р-н) | -:+ | 0:2  | 0:2 | 0:5 | +:- |     | 4:0 | 4:2 |
| 7. «Іллічівка» (Маріуполь)        | 0:3 | 0:9  | 1:0 | 1:7 | 0:2 | 1:5 |     | 2:1 |
| 8. «Атекс» (Київ)                 | 0:8 | 1:18 | 0:1 | 1:4 | 0:4 | 0:1 | 2:1 |     |

## Найкращі бомбардири
| # | Футболіст        | Команда                    | Голи (пен.) | Матчі |
| - | ---------------- | -------------------------- | ----------- | ----- |
| 1 | Юлія Корнієвець  | «Легенда» (Чернігів)       | 18 (2)      | 11    |
| 2 | Ганна Мозольська | «Житлобуд-1» (Харків)      | 15          | 11    |
| 3 | Ольга Овдійчук   | «Родина-Ліцей» (Костопіль) | 12 (1)      | 12    |
| 4 | Ганна Вороніна   | «Донеччанка» (Донецьк)     | 9           | 11    |
| 5 | Ольга Мелконянц  | «Легенда» (Чернігів)       | 9           | 10    |
| 6 | Дарина Дарицька  | «Нафтохімік» (Калуш)       | 8           | 13    |
| 7 | Юлія Гнидюк      | «Легенда» (Чернігів)       | 8           | 13    |